# Franciszek Macharski
Franciszek Macharski (Cracovia, 20 de mayo de 1927 - ibídem, 2 de agosto de 2016) fue un cardenal polaco. Fue arzobispo de Cracovia, como sucesor de Karol Józef Wojtyła (Juan Pablo II), desde 1978 hasta 2005, cuando se retiró por razones de edad.

## Biografía

### Primeros años y formación
Franciszek Macharski nació el 20 de mayo de 1927 en Cracovia, en una casa situada en la calle Wyspiańskiego, 11. Era el más joven de los tres hijos del matrimonio formado por el abogado Leopold Macharski y Zofia Peców. Sus otros dos hermanos fueron: Ladislao, miembro de la Asociación Polaca de los caballeros de Malta (murió el 10 de junio de 2010); y, Janina. Recibió el bautismo el 26 de junio de 1927 en la parroquia de San Esteban. Estudió en el Seminario de Maestros de Estado para los muchachos de la calle, donde en 1939 se graduó en el sexto grado y pasó el examen de la Escuela Nacional. Durante la ocupación nazi, continuó su educación de forma clandestina (1939-1944), en la Escuela de Economía.
Entró en el seminario mayor metropolitano de Cracovia después de la II Guerra Mundial.

### Sacerdocio
Entre 1945 y 1950 estudió en el seminario mayor metropolitano de Cracovia y fue ordenado sacerdote en 1950 por el cardenal Adam Stefan Sapieha. Paralelamente también estudió en la Facultad de Teología en la Universidad Jaguelónica. En 1951 obtuvo su título de maestría. Hasta 1956 fue vicario en la parroquia de los Santos Apóstoles Simón y Judas, próxima a Bielsko-Biała y después se trasladó a Friburgo (Suiza), para continuar sus estudios de Teología, obteniendo el doctorado en 1960, con una tesis sobre el misterio en la Iglesia Contemporánea, dirigida por Francisco Javier Hornstein. En 1961 es nombrado director espiritual del Seminario Arzobispal, y un año más tarde profesor de teología pastoral y de homilética. Entre 1965 a 1968 fue investigador en la Facultad de Teología de la Academia de Teología católica en Varsovia. En 1970 fue nombrado Rector del Seminario de Cracovia.
Entre los años 1966 y 1978 fue secretario de la Comisión del Episcopado polaco sobre el apostolado de los laicos. Del 30 de septiembre al 6 de noviembre de 1971 participó como auditor, junto con el cardenal Karol Wojtyła en el Sínodo de los Obispos celebrado en Roma, dedicado al ministerio sacerdotal y la justicia en el mundo. En 1977 se convirtió en miembro de la Comisión Episcopal de Polonia "Justicia y Paz". 

## Episcopado

### Arzobispo de Cracovia
Fue nombrado Arzobispo de Cracovia en diciembre de 1978 por el papa Juan Pablo II, consagrado obispo por el mismo Papa el 6 de enero de 1979 en San Pedro del Vaticano y tomó posesión de la sede de Cracovia el 28 de enero de 1979, con la entrada solemne en la Catedral de Wawel. El 3 de junio de 2005 se aceptó su renuncia por razones de edad y le sucedió como Arzobispo de Cracovia quien había sido secretario privado de Juan Pablo II, el hoy cardenal Stanislaw Dziwisz.
Como Arzobispo de Cracovia fue también vicepresidente de la Conferencia Episcopal Polaca, entre 1979 y 1994. Perteneció a las Congregaciones Vaticanas para los Obispos, para el Clero, para los Institutos de Vida Consagrada y las Sociedades de Vida Apostólica, para la Educación Católica y para la Evangelización de los Pueblos. Perteneció también a la Secretaría de Estado. Participó en los sínodos de obispos polacos que tuvieron lugar en 1980, 1983, 1987 y 1991. Además, fundó más de 200 nuevas parroquias en la Arquidiócesis de Cracovia, lo que constituye un récord durante los mil años de su existencia.
Se preocupó mucho por los necesitados: durante su ministerio episcopal se establecieron hogares para madres solteras, hogares familiares para niños, centros de atención y tratamiento, centros de asesoramiento psicológico y refugios para personas sin hogar. Hizo repetidos llamamientos a las diócesis para pedir ayuda a los necesitados.

### Cardenalato
Fue creado Cardenal, con el título de San Giovanni a Porta Latina en junio de 1979, en el primer consistorio de Juan Pablo II. Formó parte del cónclave de 2005 que eligió como papa a Benedicto XVI.

### Fallecimiento
Falleció en la mañana del 2 de agosto de 2016, en el Hospital Universitario de Cracovia, donde permaneció desde junio tras sufrir heridas provocadas por una caída. Unos días antes de su muerte (28 de julio), fue visitado en el hospital por el papa Francisco, quien en ese momento participaba en la XXXI Jornada Mundial de la Juventud celebrada en Polonia. El 5 de agosto fue enterrado en la Catedral de Wawel, en la cripta de los obispos.
Con la muerte del cardenal Macharski, el Colegio Cardenalicio resultó compuesto por 211 cardenales, de los cuales 112 son electores y 99 no electores.

## Premios y reconocimientos
Ha recibido el doctorado honoris causa por las siguientes universidades: 
- Fu Jen Catholic University, Taipéi, Taiwán (1989)
- Adamson University, Manila, Filipinas (1989)
- Akademia Teologii Katolickiej w Warszawie, Academia Teológica Católica de Varsovia (1992)
- Papieskiej Akademii Teologicznej w Krakowie, Academia Pontificia de Teología de Cracovia (2000)
- Uniwersytetu Jagiellońskiego, Universidad Jaguellónica (2000)
- Katolickiego Uniwersytetu im. Pétera Pázmánya, Universidad Católica Peter Pázmány de Budapest (2002)